# 아라베스크 (항공동맹)
아라베스크(영어: Arabesk)는 아랍 항공사 조직 (AACO) 회원으로 구성된 비공식적이고 구속력이 없는 항공동맹이었다.

## 같이 보기
- 스카이팀 카고
- 와우 얼라이언스
- 스카이팀
- 스타 얼라이언스
- 원월드